# Метелево
Метелево (рос. Метелево) — село у Купинському районі Новосибірської області Російської Федерації.
Входить до складу муніципального утворення Метелевська сільрада. Населення становить 579 осіб (2010).

## Історія
Згідно із законом від 2 червня 2004 року органом місцевого самоврядування є Метелевська сільрада.

## Населення
| 2002 | 2007 | 2010 |
| ---- | ---- | ---- |
| 669  | ↘653 | ↘579 |